# Nordböhmische Industriebahn
Die Nordböhmische Industriebahn (tschechisch: Severočeská průmyslová dráha) war ein Eisenbahnunternehmen in Österreich und dessen Nachfolgestaat Tschechoslowakei. Sie war Eigentümer der staatlich garantierten Lokalbahnen von Nixdorf über Herrnwalde nach Rumburg sowie der abzweigenden Strecke von Herrnwalde nach Schönlinde im Böhmischen Niederland. Die Gesellschaft wurde 1925 verstaatlicht.

## Geschichte
Am  3. August 1901 wurde dem Herrn „Josef Lindner, Fabrikanten in Alt-Ehrenberg im Vereine mit Dr. Franz Kindermann, Reichsraths- und Landtagsabgeordneten in Nixdorf, Anton Klinger und Johann Klinger, Fabrikanten in Zeidler, Josef Endler, Fabrikanten in Nixdorf, Ferdinand Michel und Eduard Michel, Fabrikanten in Gärten, Julius Pfeifer & Söhne, Fabrikanten in Rumburg, sowie mit den Gemeinden Nixdorf, Zeidler, Alt-Ehrenberg, Nieder-Ehrenberg, Rumburg, Schönbüchel und Schönlinde die erbetene Concession zum Baue und Betriebe einer als normalspurige Localbahn auszuführenden Locomotiveisenbahn von der Station Nixdorf der k.k. priv. böhmischen Nordbahn-Gesellschaft über Zeidler und Alt-Ehrenberg nach Rumburg, mit einer Abzweigung von Herrnwalde nach Schönlinde“ erteilt. Ausgestellt war die Konzession für eine Dauer von 90 Jahren. Teil der Konzession war zudem die Verpflichtung, den Bau der Strecke sofort zu beginnen und binnen zwei Jahren fertigzustellen.
Am 28. Oktober 1902 wurden die Strecken eröffnet. Den Betrieb führten die k.k. Staatsbahnen (kkStB) für Rechnung der Eigentümer aus. Nach dem Ersten Weltkrieg übernahmen die neugegründeten Tschechoslowakischen Staatsbahnen (ČSD) die Betriebsführung von den kkStB.
Am 1. Jänner 1925 wurde die Nordböhmische Industriebahn per Gesetz verstaatlicht und die Strecke in das Netz der ČSD integriert.
Die Strecken bestehen noch. (Stand 2024)

## Strecken
- Niedernixdorf–Herrnwalde–Rumburg
- Herrnwalde–Schönlinde

## Lokomotiven
Für Rechnung der Nordböhmischen Industriebahn beschaffte die betriebsführende kkStB drei Lokomotiven der kkStB-Reihe 97. Die Lokomotiven besaßen die Betriebsnummern 97.220, 97.221 und 97.222. In den Bestand der ČSD kam nur die Lokomotive 97.221. Im Jahr 1924 erhielt sie die neue Betriebsnummer 310.0113. Die Lokomotive wurde im Jahr 1960 an einen Industriebetrieb in Nové Sedlo verkauft, wo sie 1961 ausgemustert wurde.